# Epeolus banksi
Epeolus banksi là một loài Hymenoptera trong họ Apidae. Loài này được Cockerell mô tả khoa học năm 1907.